# Gran Premi de Sotxi
El Gran Premi de Sotxi és una competició ciclista per etapes que es disputa als voltants de Sotxi (Rússia). La primera edició data del 2005, ja va formant part del calendari de l'UCI Europa Tour. Des del 2018 la cursa forma part del calendari nacional rus.

## Palmarès
| Any       | Vencedor             | Segon                | Tercer              |
| --------- | -------------------- | -------------------- | ------------------- |
| 2005      | Aleksandr Khatúntsev | Serguei Kolésnikov   | Aleksei Schmidt     |
| 2006      | Serguei Kolésnikov   | Aleksandr Khatúntsev | Iuri Trofímov       |
| 2007      | Aleksei Schmidt      | Roman Klimov         | Aleksandr Budaragin |
| 2008      | Dirk Müller          | Roman Klimov         | Dmitri Puzànov      |
| 2009-10   | No disputat          |                      |                     |
| 2011      | Björn Schröder       | Oleksandr Xeidik     | Serguei Rudaskov    |
| 2012      | Ivan Stević          | Dmitri Kossiakov     | Anatoliy Pakthusov  |
| 2013      | Vitali Buts          | Maksim Razúmov       | Vitali Popkov       |
| 2014      | Ilnur Zakarin        | Serguei Lagutin      | Dmitri Samokhvalov  |
| 2015      | Alexander Foliforov  | Ivan Savitskiy       | Igor Frolov         |
| 2016-2017 | No disputat          | No disputat          | No disputat         |
| 2018      | Valeriy Fatkullin    | Nikita Bondarchuk    | Vladimir Eremkin    |
| 2019      | Igor Frolov          | Evgeny Zotov         | Igor Sidorov        |